# Voz de América
La Voz de América o Voz de los Estados Unidos de América (en inglés: Voice of America, VOA) fue la emisora internacional más grande y antigua financiada por el gobierno federal de Estados Unidos. La VOA producía contenido digital, de televisión y de radio en 47 idiomas que distribuía a estaciones afiliadas de todo el mundo. Dado que su principal público objetivo era el extranjero, la programación de VOA intentaba influir en la opinión pública extranjera con respecto a los Estados Unidos y su pueblo.
La VOA fue fundada en 1942, y sus estatutos definitivos fueron aprobados mediante las leyes 94-350 y 103-415, promulgadas en 1976 por el presidente Gerald Ford. La señal de intervalo de la VOA (radio) era el Yankee Doodle, tocada por una orquesta.
La sede principal de la emisora se encuentra en la ciudad de Washington D. C., y su funcionamiento era supervisado por la Agencia de Estados Unidos para los Medios Globales (USAGM), una agencia independiente del gobierno de los Estados Unidos. Los fondos se asignaban anualmente con cargo al presupuesto de embajadas y consulados. En 2016, la VOA transmitía aproximadamente 1800 horas de programación de radio y televisión cada semana para una audiencia estimada de, aproximadamente, 236,6 millones de personas en todo el mundo, con una planta de personal de 1050 trabajadores, y un presupuesto anual financiado por los contribuyentes de 218,5 millones de dólares. Esta audiencia había ascendido a unos 354 millones de personas y empleaba a 1300 trabajadores poco antes de su cierre en 2025.
Estudiosos y periodistas han definido a la emisora como un instrumento de propaganda al servicio del gobierno de los Estados Unidos de América. Voice of America no pudo emitir dentro de Estados Unidos de América entre 1948 y 2013 en virtud de la Ley Smith-Mundt, definida como una «ley antipropaganda» y con el fin de evitar la competencia pública frente al floreciente sector privado del entretenimiento, por lo que centró sus operaciones, principalmente de propaganda anticomunista durante la Guerra Fría, en el extranjero.
El sábado, 15 de marzo de 2025, el presidente Donald Trump ordenó su cierre, así como el de todas las demás emisoras del International Broadcasting Bureau, y anunció que sus 1 300 empleados quedaban "en licencia indefinida." Todos sus canales dejaron de transmitir durante la noche del 15 al 16.

## Historia

### Etapa del servicio privado de radiodifusión internacional

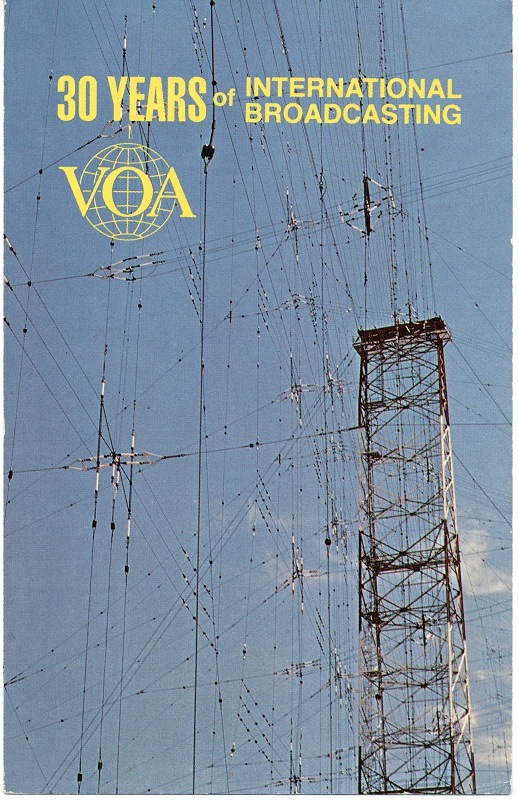
Tarjeta QSL de La Voz de América, 1972

Antes de la Segunda Guerra Mundial, todas las estaciones estadounidenses de onda corta estaban en manos privadas. Las estaciones de onda corta privadas incluían la International Network o White Network (Cadena blanca) de la National Broadcasting Company (NBC), que transmitía en seis idiomas, la cadena internacional latinoamericana de la Columbia Broadcasting System (CBS), que constaba de 64 estaciones ubicadas en 18 países diferentes, la Crosley Broadcasting Corporation en Cincinnati, Ohio, y la General Electric era propietaria de las estaciones WGEO y WGEA, ambas con sede en Schenectady, Nueva York, y KGEI en San Francisco, todas los cuales contaban con transmisores de onda corta. La programación experimental comenzó en la década de 1930, pero en aquel entonces había menos de 12 transmisores en funcionamiento. En 1939, la Comisión Federal de Comunicaciones estableció la siguiente política:

«El titular de una licencia de estación de radiodifusión internacional deberá prestar únicamente un servicio de transmisión internacional que refleje la cultura de este país y que promueva la buena voluntad, el entendimiento y la cooperación internacionales. Cualquier programa destinado y dirigido exclusivamente a una audiencia en los Estados Unidos continentales no cumple con los requisitos para este servicio».

Esta directiva tenía la intención de hacer cumplir la Política del Buen Vecino del Departamento de Estado, pero algunas emisoras consideraron que fue un intento gubernamental de censura.
Las señales de onda corta dirigidas hacia América Latina se consideraron vitales, a fin de contrarrestar la propaganda nazi a comienzos de la década de 1940. Inicialmente, la Oficina de Coordinación de Información enviaba comunicados a cada una de las estaciones de radio de la región, pero esto se consideró un medio ineficaz para transmitir noticias. El director de relaciones latinoamericanas en Columbia Broadcasting System era Edmund A. Chester , y supervisó el desarrollo de una extensa red de radioemisoras  de CBS llamada «La Cadena de las Américas», a fin de mejorar la cobertura de transmisión en América del Sur.
También se incluyó dentro de esta programación de diplomacia cultural de Columbia Broadcasting System el espectáculo musical «Viva América» (1942-1949), que contó con la participación de la Orquesta Panamericana y la participación de artistas y músicos destacados de América del Norte y del Sur, incluidos Alfredo Antonini, Juan Arvizu, Eva Garza, Elsa Miranda, Néstor Mesta Chayres, Miguel Sandoval , John Serry Sr. y Terig Tucci. Para 1945, 114 estaciones de la cadena CBS «La Cadena de las Américas» transmitían el programa en 20 países de Iberoamérica. Estas transmisiones demostraron tener un gran éxito, en el apoyo a la política de panamericanismo del presidente Franklin Roosevelt en toda América del Sur durante la Segunda Guerra Mundial.

### Segunda Guerra Mundial
Incluso antes del ataque japonés a Pearl Harbor, la Oficina del Coordinador de Información (COI) del gobierno de los Estados Unidos en Washington ya había comenzado a proporcionar noticias y comentarios sobre la guerra a las estaciones de radio comerciales estadounidenses de onda corta, para su uso voluntario a través del Servicio de Información Extranjera (FIS) de Nueva York, encabezado por el dramaturgo Robert E. Sherwood, quien se desempeñó como redactor de discursos y asesor de información del presidente Roosevelt. La programación directa comenzó una semana después de la entrada de Estados Unidos en la Segunda Guerra Mundial, en diciembre de 1941, con la primera transmisión desde la oficina de San Francisco de la FIS, a través de las estación de la General Electric KGEI, transmitiendo hacia Filipinas en inglés y luego, en otros idiomas. El siguiente paso fue transmitir en dirección a Alemania, emisión que recibió el nombre de Stimmen aus Amerika (en español: Voces de América) y que comenzó a transmitir el 1 de febrero de 1942. La emisión fue inaugurada con el Himno de Batalla de la República y el anuncio del compromiso: 

«Hoy , y todos los días a partir de ahora, estaremos con ustedes desde Estados Unidos para hablar sobre la guerra ... Las noticias pueden ser buenas o malas para nosotros. Siempre les diremos la verdad».

Roosevelt aprobó esta transmisión, que el entonces coronel William J. Donovan de COI y Sherwood de FIS le habían recomendado. Fue Sherwood quien acuñó el término «La Voz de América» para referirse a la nueva cadena radial de onda corta que había comenzado transmisiones el 1 de febrero, desde sus estudios en el número 270 de la Avenida Madison, en la ciudad de Nueva York.
La Oficina de Información de Guerra (OWI), cuando se estableció a mediados de 1942, asumió oficialmente las operaciones de la VOA. La VOA llegó a un acuerdo con la BBC para compartir transmisores de onda media en Gran Bretaña, lo cual se expandió a Túnez en el norte de África y también a Palermo y Bari en Italia, cuando los Aliados capturaron estos territorios. La OWI también estableció la American Broadcasting Station en Europa. Las transmisiones dirigidas a Asia comenzaron con un transmisor en California en 1941. Los servicios se ampliaron mediante la adición de transmisores en Hawái, tras la recaptura de Filipinas.
Al final de la guerra, la VOA tenía 39 transmisores y ya prestaba servicio en 40 idiomas. La programación se transmitió desde centros de producción en Nueva York y San Francisco, con más de 1000 programas originados en Nueva York. La programación consistía en música, noticias, comentarios y retransmisiones de programas domésticos estadounidenses, además de una programación especializada para cada región.
Aproximadamente la mitad de los servicios de la VOA, incluido el servicio árabe, se interrumpieron al terminar la guerra, en 1945. A finales de ese mismo año 1945, las operaciones de la VOA fueron transferidas totalmente al Departamento de Estado.

### Guerra Fría
La VOA comenzó a realizar transmisiones especialmente dirigidas a los ciudadanos soviéticos en 1947, a fin de contrarrestar los «daños de la propaganda soviética contra los líderes y políticas estadounidenses» por parte de los medios de comunicación internos de los rusos, según se menciona en el libro Propaganda de la Guerra Fría de John B. Whitton. En respuesta, el gobierno de la Unión Soviética interfirió intencionadamente (jamming) las transmisiones de radio de la VOA hacia Rusia, perturbaciones que comenzaron el 24 de abril de 1949.
Tras la gestión de Charles W. Thayer al frente de la emisora, entre 1948 y 1949, años de los que se debatió en el seno del gobierno de los Estados Unidos cuál sería el mejor papel de la Voice of America. Así, se tomó la decisión de utilizar las transmisiones de la VOA como parte de la política exterior para combatir la propaganda de la Unión Soviética y de otros países comunistas.
El servicio árabe se reanudó el 1 de enero de 1950 con un programa de media hora. Este programa creció a 14,5 horas diarias durante la crisis de Suez de 1956, y alcanzó las seis horas al día en 1958. Entre 1952 y 1960, la Voz de los Estados Unidos de América utilizó la embarcación de nombre Courier de la Guardia Costera estadounidense que fue convertido en el primer barco de transmisión de radio móvil.
El control de la VOA pasó del Departamento de Estado a la Agencia de Información de Estados Unidos (USIA), cuando esta última fue fundada en 1953 y se ocupó de las transmisiones a todo el mundo, incluidos los países detrás de la Cortina de Hierro y China comunista. A partir de la década de 1950, la VOA transmitió música de jazz a través de su programa «Voice of America Jazz Hour», el cual estuvo al aire desde 1955 hasta 2003. Conducido durante la mayor parte de ese período por Willis Conover, el programa llegó a tener en su apogeo 30 millones de oyentes. Algunas de sus transmisiones especiales incluyeron las que se hicieron desde The Newport Jazz Festival. Esto se hizo en asociación con giras de músicos estadounidenses, como Dizzy Gillespie, Louis Armstrong y Duke Ellington, con el apoyo del Departamento de Estado.
A lo largo de la Guerra Fría, muchos de los gobiernos de los países objetivo patrocinaron la interferencia de las transmisiones de la VOA, lo que a veces llevó a sus críticos a cuestionar el impacto real de las transmisiones. Por ejemplo, desde 1956, el gobierno comunista de Polonia dejó de interferir las transmisiones de la VOA, pero el gobierno comunista de Bulgaria continuó interfiriendo la señal durante la década de 1970. Las transmisiones de la VOA en chino fueron bloqueadas a partir de 1956 (tras la ocupación total china del Tíbet) y se extendió hasta 1976. Sin embargo, después del colapso del Pacto de Varsovia y la Unión Soviética, entrevistas con participantes de movimientos antisoviéticos verificaron la efectividad de las transmisiones de la VOA en la transmisión de información a las sociedades socialistas. China actualmente interfiere sistemáticamente las transmisiones de VOA. También se ha informado que Cuba interfiere las transmisiones vía satélite de la VOA a Irán, desde una estación especial de trasmisiones construida por los rusos en la localidad cubana de Bejucal. David Jackson, exdirector de la Voz de los Estados Unidos de América, señaló que: «El gobierno de Corea del Norte no nos interfiere, pero intenta evitar que la gente escuche a través de la intimidación o algo peor. Pero la gente encuentra formas de escuchar a pesar de las probabilidades. Son muy creativos».
A lo largo de las décadas de 1960 y 1970, la VOA cubrió algunas de las noticias más importantes de la época, incluido el discurso «I have a dream (Tengo un sueño) de Martin Luther King Jr. en 1963, y el primer paseo por la Luna de Neil Armstrong en 1969. 

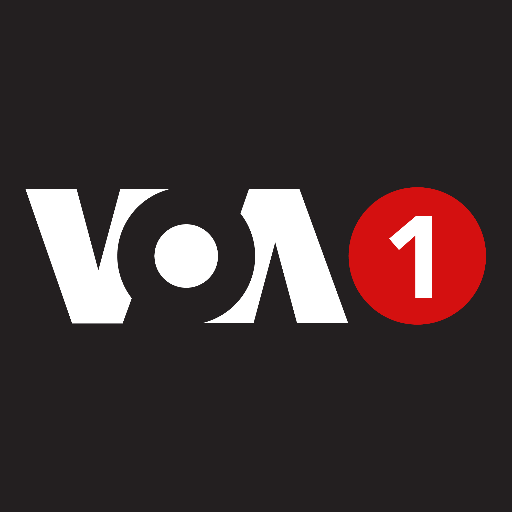
Logotipo de la emisora VOA1

A principios de la década de 1980, la VOA inició un programa de reconstrucción de instalaciones por valor de 1300 millones de dólares estadounidenses de la época, a fin de mejorar la transmisión con mejores capacidades técnicas. También en la década de 1980, la VOA agregó un servicio de televisión, así como programas regionales especiales para Cuba, como Radio Martí y TV Martí. Cuba ha intentado constantemente interferir tales transmisiones y ha protestado contra las transmisiones estadounidenses dirigidas a Cuba. En septiembre de 1980, la Voice of America comenzó a transmitir hacia Afganistán en dari y en pashtún en 1982. En 1985, se creó VOA Europe como un servicio especial en inglés vía satélite ofrecido a estaciones afiliadas de AM, FM y cable de toda Europa. De este modo, con un formato contemporáneo que incluía disc jockeys en vivo, la cadena presentó los principales éxitos musicales, así como noticias de la VOA (y reportajes de interés local como "EuroFax"), en servicio de 24 horas del día. La VOA Europe se cerró sin previo aviso, en enero de 1997 como medida de austeridad fiscal y reducción de gastos. Sin embargo, el proyecto continuó a través de VOA Express, que a partir del 4 de julio de 1999 se convirtió en VOA Music Mix. Desde el 1 de noviembre de 2014, las estaciones se ofrecen como VOA1, con lo cual se cambió la marca VOA Music Mix.
En 1989, la Voz de los Estados Unidos de América amplió su programación en mandarín y cantonés para llegar a millones de chinos e informar al país sobre el movimiento a favor de la democracia dentro del país, incluida la manifestación en la Plaza de Tiananmen. A partir de 1990, Estados Unidos consolidó sus esfuerzos de radiodifusión internacional con el establecimiento de la Agencia de Estados Unidos para los Medios Globales.
Durante la Guerra Fría en América Latina, el gobierno de los Estados Unidos habría utilizado la Voz de América en alguna campaña mediática en torno a eventos como el derrocamiento de Jacobo Árbenz Guzmán en Guatemala en 1954, la invasión de Bahía de Cochinos de 1961, el golpe de Estado contra Juan Bosch en la República Dominicana en 1963 o la ocupación de ese país en 1965.
En 1980, VOA expandió su servicio a la televisión y colaboró en la creación de programas especiales para Radio Martí (1985) y TV Martí (1990). Desde 1959 la VOA usa inglés especial en la transmisión de sus noticieros para facilitar su comprensión a los no hablantes de inglés.

### SigloXXI
En 1994 la VOA empezó a ofrecer su material por Internet. El 1 de noviembre de 2000, la VOA lanzó el www.VOANews.com, un servicio de noticias de 24 horas en inglés por Internet.
A mediados de la primera década del siglo XXI, la VOA estaba disponible en otros lenguajes a través de una red de distribución que usaba más de 14 000 servidores en 65 países. El presupuesto para 2007 propuso reducciones de su programación en inglés al eliminar VOA noticias, ahora VOA Radio, mientras continuaba ofreciendo VOA en África, VOA en inglés especial y la página web de VOA en Internet.
En 2025, poco antes de su clausura, se le estimaba una audiencia semanal de unos 354 millones de personas.

### Cierre
En febrero de 2025, el Departamento de Eficiencia Gubernamental (DoGE) encabezado por Elon Musk presentó una propuesta para que VoA y Radio Europa Libre se convirtieran en dos agencias de noticias públicas, cuyo cierre se consideraría como una medida de ahorro de costos para el gobierno federal de Estados Unidos.
El sábado, 15 de marzo de 2025, el presidente Donald Trump ordenó su cierre, así como el de todas las demás emisoras del International Broadcasting Bureau (Radio Europa Libre / Radio Libertad; Middle East Broadcasting Networks; Radio Free Asia; Radio y Televisión Martí; etc.), y anunció que sus 1.300 empleados quedaban "en licencia indefinida con salario." Todos sus canales dejaron de transmitir durante la noche del 15 al 16.

## Servicios en lenguas extranjeras
En su etapa final, los servicios de la VOA eran:
| Lengua                      | Comienzo                                                                        |
| Albanés                     | desde 1943 hasta 1945; desde 1951                                               |
| Amárico                     | desde 1982                                                                      |
| Armenio                     | desde 1951                                                                      |
| Azerí                       | desde 1951 hasta 1953; desde 1982                                               |
| Bengalí                     | desde 1958                                                                      |
| Birmano                     | desde 1943 hasta 1945; desde 1951                                               |
| Bosnio                      | desde 1996                                                                      |
| Camboyano                   | desde 1955 hasta 1957; desde 1962                                               |
| Cantonés                    | desde 1941 hasta 1945; desde 1949 hasta 1963; desde 1987                        |
| Chino mandarín              | desde 1941                                                                      |
| Coreano                     | desde 1942                                                                      |
| Criollo haitiano            | desde 1987                                                                      |
| Dari                        | desde 1980                                                                      |
| Español para América Latina | desde 1941 hasta 1945; desde 1946 hasta 1948; desde 1953 hasta 1956; desde 1960 |
| Francés para África         | desde 1960                                                                      |
| Georgiano                   | desde 1951                                                                      |
| Griego                      | desde 1942                                                                      |
| Hausa                       | desde 1979                                                                      |
| Indonesio                   | desde 1942                                                                      |
| Inglés                      | desde 1942                                                                      |
| Kiñaruanda                  | desde 1996                                                                      |
| Kirundi                     | desde 1996                                                                      |
| Kurdo                       | desde 1992                                                                      |
| Lao                         | desde 1962                                                                      |
| Macedonio                   | desde 1999                                                                      |
| Ndebele                     | desde 2003                                                                      |
| Pashto                      | desde 1982                                                                      |
| Persa                       | desde 1942 hasta 1945; desde 1949 hasta 1960; desde 1964 hasta 1966; desde 1979 |
| Portugués para África       | desde 1976                                                                      |
| Oromo                       | desde 1996                                                                      |
| Ruso                        | desde 1947                                                                      |
| Serbio                      | desde 1943                                                                      |
| Shona                       | desde 2003                                                                      |
| Somalí                      | desde 1992 hasta 1994; desde 2007                                               |
| Suajili                     | desde 1962                                                                      |
| Tailandés                   | desde 1942 hasta 1958; desde 1962 hasta 1988; desde 1988                        |
| Tibetano                    | desde 1991                                                                      |
| Tigriña                     | desde 1996                                                                      |
| Turco                       | desde 1942 hasta 1945; desde 1948                                               |
| Ucraniano                   | desde 1949                                                                      |
| Urdu                        | desde 1951 hasta 1953; desde 1954                                               |
| Uzbeko                      | 1958; desde 1972                                                                |
| Vietnamita                  | desde 1943 hasta 1946; desde 1951                                               |

El servicio en inglés se difundía para África, Asia central, Medio oriente, Asia del Sur y Asia Oriental. La VOA también ofrece desde 1959 un servicio en inglés simplificado para África, Asia central, Medio oriente, Asia del Sur, Asia Oriental, Europa y América Latina.
La VOA se escuchaba ininterrumpidamente por onda corta en América Latina desde 1960. También tuvo una señal para España, pero duró desde 1942 hasta 1955. Posteriormente, la VOA colocó programas en varias radios de España entre 1955 y 1993.

## Regulación
Bajo la Ley Smith-Mundt de 1948, los servicios que presta la VOA no fueron transmitidos en los Estados Unidos entre 1948 y hasta la derogación de la ley en 2013. La razón original residió en mantener al gobierno federal apartado de los asuntos internos, a diferencia de lo que sucedía en otros países. Con la ley se evitaba que el gobierno interviniera, al tiempo que resguardaba los intereses de las empresas particulares dedicadas a la transmisión de información. De todas formas, los estadounidenses podían escuchar la emisora a través de Internet o la onda corta.
La organización matriz de la VOA es el International Broadcasting Bureau que es supervisado por el Broadcasting Board of Governors cuyos integrantes son designados por el presidente de los EE. UU.

## Televisión

### Historia
El servicio de televisión fue creado el 16 de mayo de 2004 mediante la fusión del canal Worldnet (servicio creado en 1983), el anterior servicio internacional de televisión de la IBB, y la VOA. Buena parte de los programas de la VOA son en inglés. La VOA pasa también algunos espacios en inglés simplificado. La VOA difunde los fines de semana la señal de C-SPAN y CNN, un canal por cable que emite eventos públicos y actos políticos.

### Servicios en lenguas extranjeras
Además del inglés, el canal de la VOA transmitía, según el área geográfica, en albanés, árabe, armenio, azerí, bengalí, bosnio, chino cantonés, chino mandarín, croata, dari, español, francés, griego, indonesio, italiano, macedonio, pashto, persa, ruso, serbio, tibetano, turco, ucraniano, urdu y uzbeko.

## Medios de transmisión
La VOA transmitía por onda corta (radio), satélite (radio y televisión); Internet (webcasting y podcasting en su sitio web www.voanews.com) y por estaciones de radio y TV afiliadas de varios países. El sitio web tiene versión para teléfonos móviles.
Bajo la ley Smith-Mundt de 1948, los servicios de la VOA no se transmitían por aire dentro de los Estados Unidos, para evitar la intervención del gobierno en los asuntos domésticos; así como resguardar los intereses de las empresas de comunicación particulares. De todas formas, los estadounidenses pueden escuchar o ver la VOA a través de Internet.
La VOA tenía un canal oficial en YouTube y páginas propias en Facebook y Twitter.

## Controversias

### China
Se realizó un estudio con estudiantes chinos en Estados Unidos. Se descubrió que, a través de la VOA, desaprobaban las acciones del gobierno chino.Otro estudio con académicos chinos en Estados Unidos reveló que la VOA influyó en sus creencias políticas. Sin embargo, sus creencias políticas no cambiaron en relación con China, ya que no tendían a creer los informes de la VOA sobre China.
En febrero de 2013, un documental publicado por la Televisión Central de China entrevistó a un presunto inmolador tibetano que sobrevivió a su intento de suicidio. El entrevistado afirmó que se sintió motivado por las transmisiones de la Voz de América sobre conmemoraciones de personas que se suicidaron en inmolaciones políticas. La VOA negó haber instigado las autoinmolaciones y exigió a la emisora china que se retractara de su informe.

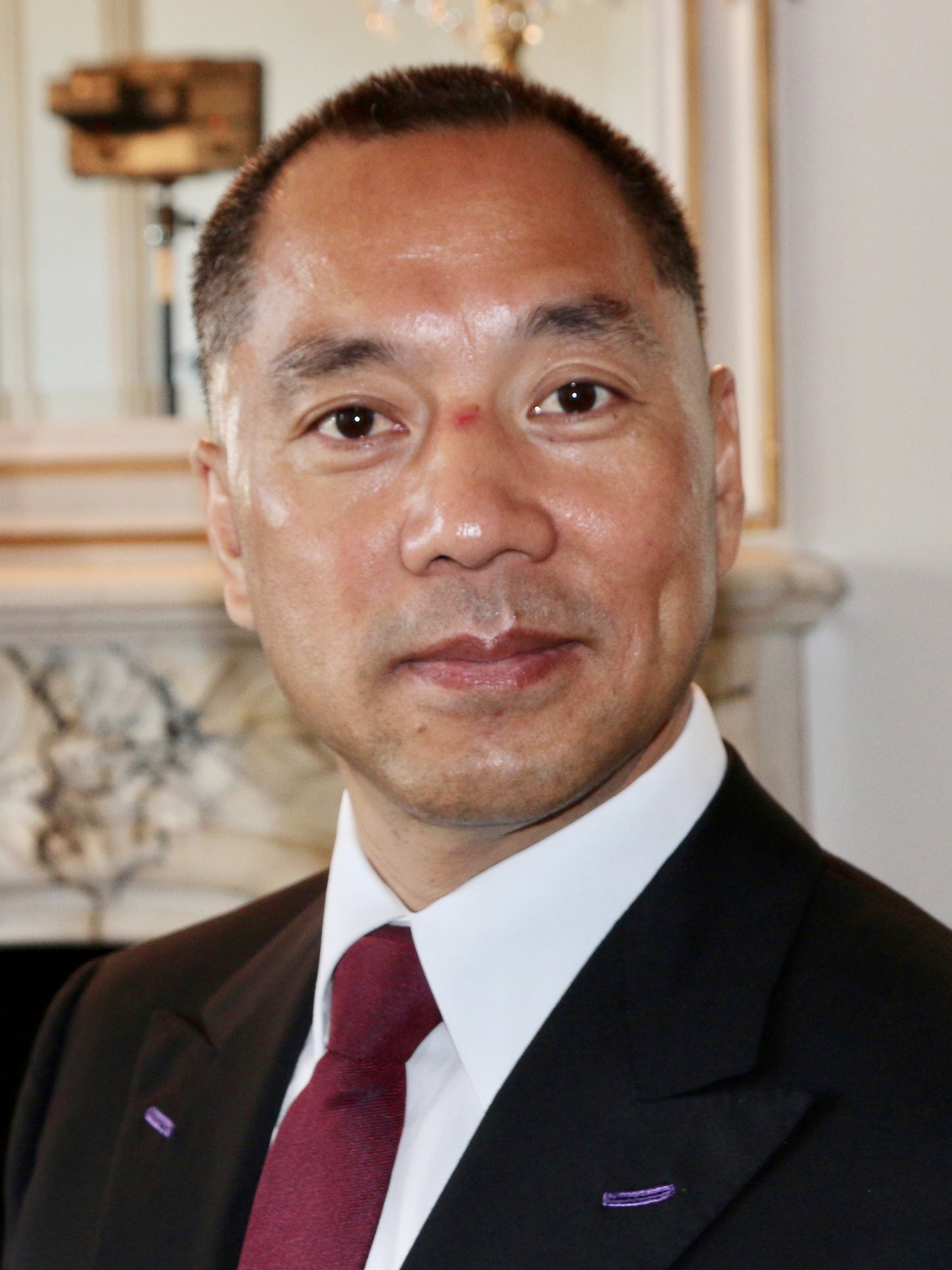
Guo Wengui

El 19 de abril de 2017, el Servicio Mandarín de la VOA entrevistó al magnate inmobiliario chino Guo Wengui en una transmisión en vivo. El gobierno chino advirtió a los representantes de la VOA que no entrevistaran a Guo sobre sus "acusaciones sin fundamento".Durante la entrevista, Guo afirmó tener pruebas de corrupción entre los miembros del Comité Permanente del Politburó de China, la máxima autoridad política del país. La entrevista fue interrumpida abruptamente por la dirección de la VOA a menos de la mitad de las tres horas de duración. Las acusaciones de Guo involucraban a Fu Zhenhua y Wang Qishan (miembro del Comité Permanente del Politburó y líder del movimiento anticorrupción).En agosto del año siguiente, cuatro congresistas estadounidenses solicitaron una investigación sobre el suceso, y la Oficina del Inspector General (OIG) concluyó que la decisión de la dirección de la VOA de interrumpir la entrevista con Guo se basó únicamente en las mejores prácticas periodísticas, y no en presiones del gobierno chino.Otra investigación realizada por Mark Feldstein, presidente de Periodismo Audiovisual de la Universidad de Maryland, College Park, llegó a conclusiones similares, criticando al equipo de entrevistas del Servicio Mandarín de la VOA por no seguir las instrucciones de los líderes de la VOA.

### Cuerno de África
El Servicio Amárico se fundó en 1982.De 1982 a 1986, su personal incluyó a exmiembros del Partido Revolucionario del Pueblo Etíope (EPRP) y personal formado en Estados Unidos sin una fuerte implicación política en la Revolución Etíope de 1974 y el movimiento estudiantil asociado al periodo revolucionario. Los reportajes fueron mayormente críticos con el Derg liderado por Mengistu Haile Mariam.De 1986 a 1996, el servicio se opuso al Frente de Liberación Popular de Tigray (TPLF)/Frente Democrático Revolucionario del Pueblo Etíope (EPRDF), que tomó el control de Etiopía en 1991. Según Annette Sheckler, quien dirigió el servicio para el Cuerno de África a partir de 1998, los reportajes se politizaron aún más debido a la pérdida de personal cualificado, la postura anti-TPLF del personal partidario del EPRP y el papel de los exfuncionarios del Derg que fueron reclutados para el Servicio. Los embajadores estadounidenses en Etiopía, Mark Bass, Irvin Hicks y David Shinn, se opusieron a lo que consideraban una falta de equilibrio.Sheckler describió el servicio en el Cuerno de África durante un período de 18 meses entre 1996 y 1998 como "esencialmente ingobernable", con un "legado de animosidad personal, hostilidad y total falta de profesionalismo".La guerra entre Eritrea y Etiopía exacerbó los conflictos étnicos dentro del servicio en 1998. Sheckler escribió memorandos a la dirección de la VOA describiendo su evaluación de los graves problemas en el servicio, y fue despedida el 20 de noviembre de 1998, oficialmente por "falta de ética periodística profesional"; describe el motivo de su despido como "decir la verdad".Peter Heinlein dirigió el servicio entre 2012 y 2014. En 2013, escribió una queja sobre el servicio, citando una confusión de roles por la cual traductores no periodistas asumían el papel de periodistas.
El servicio fue visto principalmente como antigobierno etíope hasta 2018, cuando Negussie Mengesha, jefe de la división de VOA África durante varios años, se reunió con el recién nombrado primer ministro etíope, Abiy Ahmed.En mayo de 2021, varios exempleados acusaron al servicio amárico de la VOA, bajo el mando de Mengesha, de estar sesgado a favor del gobierno de Ahmed y de no informar sobre las atrocidades cometidas durante la Guerra de Tigray.El periodista de la VOA Jason Patinkin denunció los problemas "en todos los niveles de la jerarquía de la VOA" y dimitió, afirmando que se había "puesto del lado de los perpetradores, tanto por acción como por omisión", de "posibles crímenes de lesa humanidad, limpieza étnica y quizás incluso genocidio".En junio de 2021, Mail & Guardian informó sobre una investigación que concluyó que, durante la Guerra de Tigray, el único servicio importante de noticias extranjeras que no fue acosado por los servicios de seguridad etíopes fue la VOA.La VOA cubrió con frecuencia la masacre de Mai Kadra, atribuida principalmente a jóvenes tigrayanos y documentada por Amnistía Internacional. Posteriormente, se centró en la desestimación por parte del gobierno etíope del informe de Amnistía Internacional sobre la masacre de Axum, en lugar de en los métodos y el contenido del informe en sí. La mayoría de los artículos sobre la guerra solo mostraban los puntos de vista de funcionarios gubernamentales o militares.Las instrucciones enviadas por correo electrónico al personal indicaban que los términos "guerra civil" y "guerra" estaban prohibidos en los informes sobre la guerra de Tigray. Scott Stearns escribió el 14 de noviembre, según Mail & Guardian: «Ningún miembro del servicio lingüístico de la división de África debe desviarse de estas instrucciones en ninguna plataforma».

### Israel y Palestina
Tras el ataque de Hamás contra Israel el 7 de octubre de 2023, el editor asociado de normas de noticias envió un correo electrónico al personal de la Voz de América con directrices sobre cómo referirse a las acciones ("actos terroristas" o "actos de terror") y consejos sobre cómo referirse a miembros individuales de Hamás, es decir, usar el término "terrorista" solo en citas directas de las fuentes.En ese momento, la VOA no era el único medio de comunicación cuyos periodistas discutían cómo referirse objetivamente al conflicto israelí-palestino.Seis congresistas republicanos firmaron una carta enviada por el senador Bill Hagerty, que criticaba y se oponía firmemente a las directrices editoriales sobre cómo referirse a miembros individuales de Hamás.La directora ejecutiva de USAGM, Amanda Bennett, envió una carta a los senadores para aclarar que el correo electrónico de VOA era solo una guía y que "no existe ninguna política que prohíba el uso de las palabras 'terror', 'terrorismo' o 'terrorista'" en VOA, y declaró que las organizaciones de noticias dentro de USAGM "aconsejan cuidado y atención en el uso de las palabras, pero no imponen ninguna restricción en el uso apropiado".La controversia impulsó al Congreso a reducir el presupuesto de la organización matriz de VOA, USAGM.

### Kurdistán e Irán
El servicio de la VOA en Irán tuvo un impacto negativo en los kurdos y el Kurdistán, según la publicación Kurdish Life en 2000.Afirmaron que la VOA exacerbó el conflicto entre los talabani y los barzani. Además, afirmaron que la VOA encubrió encarcelamientos y arrestos injustos, y la construcción de mezquitas extremistas. Según la misma publicación, los kurdos se estaban convirtiendo en fanáticos y se estaba formando una nueva generación de terroristas debido a la VOA. Afirmaron que la VOA actuaba para ayudar a la PUK.
El 2 de abril de 2007, Abdul Malik Rigi, líder de Jundullah, un grupo militante salafista sunita iraní con posibles vínculos con Al Qaeda, apareció en el servicio en persa de la Voz de América. La entrevista fue condenada por el gobierno iraní.Jundullah fue vinculado a ataques contra militares y civiles iraníes.Rigi fue capturado por los servicios de seguridad iraníes y ejecutado en 2010 en la prisión de Evin en Teherán.
El 12 de junio de 2024, el Comité de Asuntos Exteriores de la Cámara de Representantes concluyó que existían "pruebas creíbles de corrupción" en relación con el caso de Setareh Derakhshesh Sieg, exdirectora de la Red de Noticias Persa (PNN) de la Voz de América. Sieg había sido despedida en enero de 2021 por falsificar sus credenciales educativas y delitos relacionados con la corrupción, pero fue restituida en febrero bajo la administración Biden.

### Pakistán
Radio DEEWA de la VOA se transmitía en Pakistán. Si bien en 2015 algunos oyentes sospechaban que el programa promovía una agenda estadounidense, otros afirmaron estar experimentando un efecto positivo. Algunos oyentes sintieron que los programas daban voz a quienes no la tenían, brindándoles una sensación de empoderamiento.En 2018, las autoridades pakistaníes bloquearon el sitio web del servicio de radio en pastún y urdu de la VOA.

### Rusia
En enero de 2016, a su llegada a Moscú, las autoridades rusas detuvieron y luego deportaron a Jeff Shell, presidente de la Junta de Directores de Radiodifusión que supervisa la Voz de América, a pesar de tener una visa rusa válida.Las autoridades rusas no explicaron sus acciones.
La transmisión permanente de Current Time comenzó el 7 de febrero de 2017.
En diciembre de 2017, en virtud de una nueva directiva del Kremlin ruso tras la aprobación de una nueva ley por parte de la Duma Estatal (la cámara baja del parlamento ruso) y el Consejo de la Federación (la cámara alta), firmada por el presidente ruso Vladímir Putin, Voz de América fue considerada un "agente extranjero" según la ley rusa de agentes extranjeros.En junio de 2021, la agencia de noticias rusa TASS informó de que el organismo de control de las comunicaciones estatales de Rusia, Roskomnadzor, se quejó de que la emisora de radio Voz de América, agente extranjero, se negó a observar la legislación rusa por no haber constituido una entidad jurídica rusa.Roskomnadzor también afirmó que, como agente extranjero, VOA estaba "obligada a marcar su contenido y a proporcionar información sobre todos los aspectos de su actividad, incluida una descripción detallada de los contactos con las autoridades".
En marzo de 2022, la VOA y otras emisoras de noticias, incluidas la BBC, Radio Free Europe/Radio Liberty y Deutsche Welle, fueron bloqueadas en Rusia,ya que, tras la invasión rusa de Ucrania en febrero de 2022, las autoridades rusas aumentaron la censura del periodismo independiente, las protestas contra la guerra y las voces disidentes.Sin embargo, muchos rusos han utilizado VPN y otro software para eludir los bloqueos del gobierno ruso.En marzo de 2022, las transmisiones de la VOA llegaban a personas en Rusia y la región a través de televisión, FM y radio de onda media, digital y satélite directo al hogar.En mayo de 2023, Rusia prohibió a la entonces jefa interina de la VOA, Yolanda López, la entrada al país.

### Turquía
El 30 de junio de 2022, el organismo de control de medios turco, el Consejo Supremo de Radio y Televisión (RTÜK), bloqueó el acceso al sitio web de VOA, amerikaninsesi.com, en Turquía porque VOA no había solicitado la licencia necesaria, lo que sometería a VOA a ciertas obligaciones.La regulación de RTÜK requiere que los medios de comunicación extranjeros que publican en Turquía soliciten licencias de publicación, exige que al menos la mitad de la organización de medios sea propiedad de un ciudadano turco y obligaría a VOA a eliminar contenido que RTÜK considere inapropiado.VOA en turco posteriormente transmitió a través de un nombre de dominio de sitio web de VOA diferente, voaturkce.com, que en agosto de 2023 también fue bloqueado.VOA afirmó que "Dado el estatus de VOA como emisora internacional de servicio público legalmente obligada a brindar una cobertura de noticias 'precisa, objetiva y completa' a su audiencia global, VOA no puede cumplir con ninguna directiva destinada a permitir la censura".VOA en turco, después de ser bloqueada, compartió instrucciones en sus cuentas de redes sociales sobre cómo usar una VPN para acceder a su contenido.